# Alteret
Alteret (Ara) er et stjernebillede på den sydlige himmelkugle.
Koordinater:  17h 23m 24s, −53° 34′ 48″
| Astronomi | Spire Denne artikel om astronomi er en spire som bør udbygges. Du er velkommen til at hjælpe Wikipedia ved at udvide den. |